# Antje Monteiro
Antje Monteiro, pseudoniem van Antje Johanna Maria Isabella Truggelaar (Utrecht, 12 april 1969), is een Nederlandse musicalartieste, zangeres en presentatrice. Ze is de moeder van de musicalartieste Romy Monteiro.

## Levensloop

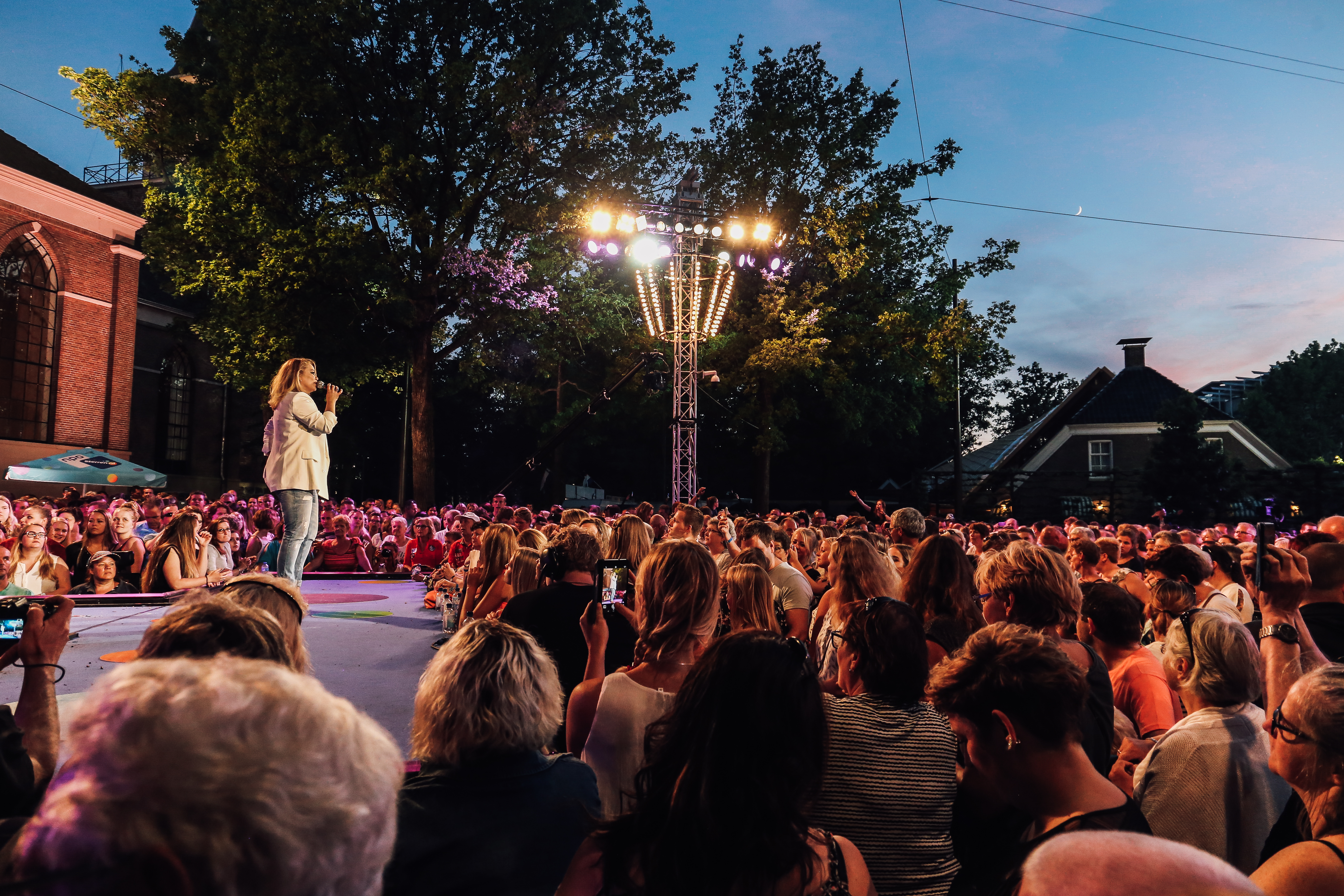
Monteiro tijdens het Muziekfeest op het Plein in 2017

Antje Truggelaar zong als kind bij Stuif es in en maakte later deel uit van het ballet van Penney de Jager. Ze begon haar zangcarrière bij de musicalproductie Jeans waarmee ze van 1989 tot 1991 in de Nederlandse theaters te zien was. Daarna was ze zangeres bij verschillende groepen waarmee ze ook tournees maakte naar onder andere Griekenland en Portugal. In Portugal ontmoette ze muzikant Carlos Monteiro, met wie ze in het huwelijk trad en haar dochter Romy kreeg. Na vijf jaar volgde een scheiding, maar ze bleef de achternaam Monteiro als artiestennaam gebruiken.
Gedurende die periode was ze af en toe op televisie te zien in reclamespots en als assistente in de programma's van goochelaar Hans Kazàn op RTL 4. In 1998 won ze de titel 'Zangtalent 1998' tijdens het televisieprogramma Holland Hollywood (later Big Entertainment Club). Ze kreeg een platencontract aangeboden maar haar eerste single met als titel 'Laat het niet waar zijn!' was geen succes. In 2000 was ze te zien in de eerste aflevering van Big Brother VIPS. Daarna speelde ze in de musicals There's No Business Like Show Business en verwierf ze nationale bekendheid door haar rol van Amneris in Aida en als presentatrice van het meezingprogramma Het gevoel van... bij de KRO dat ze in 2002 overnam van Marjolein Keuning.
In 2018-2019 speelde ze de hoofdrol in de musical Mamma Mia!, die te zien was in het Beatrixtheater in Utrecht.
In 2021 verscheen haar boek "... En door".

## Theater

### Musicals
- There's No Business Like Show Business (2000-2001)
- Aida (2001-2003)
- Musicals in Ahoy' (2002 & 2006)
- Cats (2006, 2007)
- Crazy Shopping de musical (2010)
- We Will Rock You (2011)
- Aida in concert (2011)
- Mamma Mia! (2018-2019)

### Overig theater
- Jeans (1989-1991)
- Het gevoel van... in Concert (2003-2005)
- Bernstein Broadway Songbook (2004)
- Sesamstraat Live; Iedereen maakt Muziek (2005-2006)
- La Vie Parisienne (2006-2007) (operette)
- Jeans 25 jaar, soliste (2015)
- Opvliegers, toneel (2015/2016)
- Opvliegers 2, toneel (2016/2017)
- Opvliegers 3, toneel (2017/2018)
- Opvliegers: Girls on Fire, toneel (2022/2023)

## Televisie
- Prijzenslag (RTL 4, begin jaren 90), als assistente
- Goudkust (1996), als Sandra van der Steen in aflevering 121
- Blauw Blauw (2000), als prostituee in aflevering "Leugens"
- Big Brother Vips (Veronica, 2000), als deelneemster in week 1
- Het gevoel van... (KRO, 2002-2005), als presentatrice
- De zomer voorbij (TROS, 2008), als gast
- 100% Antje (RTV Utrecht, 2008), zichzelf
- Wat vindt Nederland? (RTL 4, 2010), als deelneemster
- De Kist (EO, 2012), als gast.
- Gypsy Girls (RTL 4, 2012-heden), als bedenkster
- Fort Boyard (TROS, 2012), als deelneemster
- Sterren dansen op het ijs (SBS6, 2013), als deelneemster
- Flikken Maastricht (TROS, 2015), in een gastrol
- Dance Dance Dance (RTL 4, 2016), als deelneemster samen met dochter Romy Monteiro
- DNA Singers (RTL 4, 2023), als bekend familielid van haar achternicht Selina

## Discografie

### Albums
| Album met eventuele hitnotering(en) in de Nederlandse Album Top 100 | Datum van verschijnen | Datum van binnenkomst | Hoogste positie | Aantal weken | Opmerkingen |
| ------------------------------------------------------------------- | --------------------- | --------------------- | --------------- | ------------ | ----------- |
| 100% Antje                                                          | 2009                  | 02-05-2009            | 67              | 2            |             |

### Singles
| Single met eventuele hitnotering(en) in de Nederlandse Top 40 | Datum van verschijnen | Datum van binnenkomst | Hoogste positie | Aantal weken | Opmerkingen                                     |
| ------------------------------------------------------------- | --------------------- | --------------------- | --------------- | ------------ | ----------------------------------------------- |
| Jij zal altijd van mij zijn                                   | 26-07-2008            | -                     |                 |              | nr. 56 in de Single Top 100                     |
| Vrijen met jou                                                | 24-01-2009            | -                     |                 |              | nr. 20 Single Top 100                           |
| Je kent me                                                    | 25-04-2009            | -                     |                 |              | nr. 17 Single Top 100                           |
| Sterker dan ooit                                              | 12-09-2009            | -                     |                 |              | nr. 18 Single Top 100                           |
| Vlinders                                                      | 2014                  | -                     |                 |              | met Django Wagner / Nr. 74 in de Single Top 100 |